# 森山拡幅
森山拡幅（もりやまかくふく）は、長崎県の雲仙市愛野町から諫早市長野町に至る延長約7.6 kmの、国道57号の道路事業である。

## 概要
- 起点 : 雲仙市愛野町乙字境ノ尾下
- 終点 : 諫早市長野町
- 延長 : 7.6 km
- 車線 : 4車線・2車線
- 幅員 : 25.0 m（一般道路）、12.0 m（自動車専用道路）

東側5.0 km区間は、地域高規格道路の島原道路の一部を構成し、自動車専用道路を現道に並行して整備する予定。西側区間約1.6 kmは、4車線の一般道路として2008年度から供用している。

## 交通量
2005年度（平成17年度道路交通センサスより）
平日24時間交通量（台）
- 諫早市森山町本村 : 24,141

## インターチェンジ
- 森山東IC (愛野森山バイパス、国道57号）開通前の仮の名前は田尻ICであった[2]。
- 森山西IC（長崎県道124号大里森山肥前長田停車場線）
- 尾崎IC（愛野方面ハーフ）
- 一般道路部（国道57号）

## 開通年度
- 2008年度（一般道路部1.6 km）
- 2023年（令和5年）11月12日 : 森山東IC - 森山西IC 開通[3]。